# Anne-Marie Faux
Anne-Marie Faux est une réalisatrice française.

## Biographie
Réalisatrice de documentaires, Anne-Marie Faux est également plasticienne et enseignante.

## Filmographie

### Courts métrages
- 2005 : Renoir(s) en suivant les fils de l'eau
- 2006 : Hic Rosa, partition botanique(Prix du Groupement national des cinémas de recherche au FIDMarseille 2007)[2]
- 2010 : Face au vent, partition buissonnière[3]

### Longs métrages
- 2007 : Maurice Pialat, l'amour existe (coréalisateur : Jean-Pierre Devillers)
- 2014 : Le Bruit du temps, Messaoud[4]
- 2017 : Ostinato, notes pour la Méditerranée[5]

## Publication
- Charlot, le dépaysé invariable, Cinémathèque française, 1995